# AutoESA
AutoESA a.s. (do 24. listopadu 2014 Autocentrum ESA a.s.) je vlastník autobazarů osobních a užitkových vozů se sídlem v Praze. Jedná se o ryze českou firmu s českým kapitálem. Zabývá se nákupem, prodejem a zprostředkováním prodeje ojetých vozidel. A dále zajišťuje finanční a pojišťovací služby a technické zázemí pro kontroly a opravy vozidel.
V současné době provozuje pobočky Auto ESA a Levné vozy Auto ESA v Praze ve Štěrboholech, Dodávky Auto ESA a Škodovky Auto ESA v Praze na Černém Mostě a také pobočky Auto ESA v Brně, Českých Budějovicích, Karlových Varech, Ostravě, Olomouci, Pardubicích, Plzni a Chomutově. Následují pobočky otevřené v roce 2018 v Hradci Králové, 2021 v Liberci a 2022 v Mladé Boleslavi. V roce 2019 společnost zahájila prodej ojetých vozidel prémiových značek s nízkým nájezdem a mladších pěti let pod označením Auto ESA Premium. Auto ESA je držitelem mezinárodní certifikace TÜV NORD GROUP. Záruky se tak vztahují nejen na nabízené vozy, ale i na kompletní služby na všech pobočkách. Dlouhodobě patří mezi největší autobazary v České republice.

## Historie
- 1993 – vzniká společnost Auto ESA spol. s r.o.
- 1997 – vzniká společnost A-ESA, s.r.o.
- 2004 – společnost A-ESA, s.r.o. se mění na akciovou společnost
- 2006 – A-ESA odkupuje 100% obchodní podíl Auto ESA
- 2009 – zaniká společnost Auto ESA a v důsledku fúze přechází veškerý majetek na nástupnickou společnost Autocentrum ESA, a.s.[4]
- 2012 – společnost Auto ESA představuje mobilní aplikaci pro nákup ojetých vozů
- 2013 – otevření nových poboček v Brně a Pardubicích
- 2013 - Auto ESA získává mezinárodní certifikaci TÜV NORD GROUP
- 2014 – otevření nové pobočky v Ostravě
- 2015 – otevření nové pobočky v Olomouci
- 2016 – otevření nové pobočky v Českých Budějovicích a výkupní pobočky v Plzni
- 2017 – otevření poboček v Plzni a Karlových Varech
- 2018 – otevření nové pobočky v Chomutově a Hradci Králové
- 2019 - zahájení prodeje vozů kategorie Premium
- 2021 - otevření nové pobočky v Liberci

## Hospodaření
Společnost zaznamenává dlouhodobý ekonomický růst. V období finanční krize v roce 2009 byla Auto ESA schopna vytvořit 18% nárůst tržeb díky stimulaci trhu tzv. „šrotovným“.
Za rok 2010 vykázala společnost tržby za prodej výrobků téměř 892 mil. Kč, tržby za prodej služeb činily necelých 115 mil. Kč. Výsledek hospodaření před zdaněním byl skoro 15 mil. Kč.
V roce 2011 zaznamenala meziroční nárůst prodejů o dalších 17 % a celkem prodala 8 000 vozidel. Možnosti servisu vozu v areálu autobazaru využilo během roku 2011 přesně 1315 motoristů, což je ve srovnání s rokem 2010 nárůst o více než 28 %. U vykoupených aut se nejčastěji vyskytl problém v elektroinstalaci, časté byly i opravy brzd. Servisní práce pro externí zákazníky se obvykle týkala přezutí pneumatik, výměny motorového oleje a montáže.
V roce 2009 se společnost umístila v TOP 5 automobilových prodejců v anketě GE Money Multiservis Obchodník roku.

## Partnerské společnosti
Do roku 2012 spolupracovala společnost AutoESA v oblasti pojištění vozů s DIRECT Pojišťovnou. Spolupráce však musela být z důvodu odchodu DIRECT Pojišťovny z českého trhu ukončena.
V oblasti poskytování financování vozu patří mezi její největší obchodní partnery GE Money Auto, SAutoleasing, HomeCredit a Essox. Finančních služeb využívají především podnikatelé, nebo lidé, kteří nemají dostatek hotových prostředků na nákup kvalitnějšího vozu.
V roce 2009 se společnost umístila v TOP 5 automobilových prodejců v anketě GE Money Multiservis Obchodník roku.
Nově Auto ESA ve spolupráci se servery iDNES.cz a Auto.cz spouští také projekt on-line poradny. Vyškolení odborníci Auto ESA odpovídají dotazy týkající se problematiky koupě, nebo prodeje vozu, financování a servisu. Cílem je pomoci motoristům při řešení problémů s automobilem, které je mohou potkat, a napomoci tak ke zvýšení úrovně tuzemského trhu s ojetými vozy.

## Předprodejní kontrola vozů
Kontrola vozidel v Auto ESA odpovídá západoevropským standardům. V rámci předprodejní přípravy vozu se kontroly zaměřují na 7 okruhů ohledně technického stavu vozu, a to včetně detailního prověření právních náležitostí. Celkem je tak na jednotlivém voze kontrolováno více než stovka parametrů.

## Společenská odpovědnost firmy
Pro osoby se zdravotním postižením připravila společnost Auto ESA speciální program nazvaný Auto ESA Handy Car, který má za cíl pomoci handicapovaným ve společenské integraci a usnadnit jim pořízení vlastního vozu. Dále se firma účastní sponzorských a charitativních akcí, podporuje například dětské zařízení Klokánek. V roce 2020 v době epidemické krize se Auto ESA podílela na podpoře IZS hl. m. Prahy formou zapůjčení vozů a rozvozem jídel pro jednotlivé složky tohoto systému.